# 在モルディブ英国高等弁務官事務所
在モルディブ英国高等弁務官事務所（英語: British High Commission in Maldives / High Commission of the United Kingdom in Maldives）は、イギリスがモルディブの首都マレに設置している高等弁務官事務所である。

## 沿革
1965年7月26日にイギリスとモルディブの外交関係が樹立される。その後、半世紀以上にわたってモルディブにはイギリスの在外公館が置かれていなかったが、2019年7月、常駐では初代となるキャロン・レースラー大使が任命され、在モルディブ英国大使館（英語: Embassy of the United Kingdom in Maldives）の開設が定められる。2019年10月30日、レースラー大使がイブラヒム・モハメド・ソリ大統領に信任状を捧呈した。
モルディブが英連邦の共和国としての地位に復帰した2020年2月1日、この在外公館は英国高等弁務官事務所となった。

## 所在地
Zonaria Building 4A, Boduthakurufaanu Magu, Malé

## 大使・高等弁務官
2019年10月30日から特命全権大使を務めていたキャロン・レースラーが、2020年2月1日より高等弁務官を務めている。